# Балк, Пётр Фёдорович
Пётр Фёдорович Балк (1712, Эльбинг — 1762) — генерал-поручик, камергер, кавалер орденов Александра Невского и св. Анны.
Представляет третье поколение дворянского рода Балков, сын генерал-поручика Фёдора Николаевича Балка). Старший брат — Павел Фёдорович Балк-Полев (1690–1743) — присоединил к своей фамилии, по специальному указу Петра I, фамилию угасшего дворянского рода Полевых, на представительнице которого (М.Ф.Полевой) он женился.

## Биография
Родился в 1712 году в семье русского дворянина Фёдора Николаевича Балка и урождённой Модесты Монс, что проживала в Немецкой слободе. Ставшая в России Матрёной Ивановной, она оказалась в центре интриг, корни которых уходят в конец XVII века, когда в той же Немецкой слободе её брат, Виллим, и особенно сестра Анна сблизились с будущим первым русским императором. Развязка была удручающей не только для Виллима и Матрёны — буквально на пороге могилы, в конце 1724 года Пётр I обрушил свои репрессии и на детей Матрёны, — включая своего 12-летнего тёзку, рождения которого он некогда ожидал.

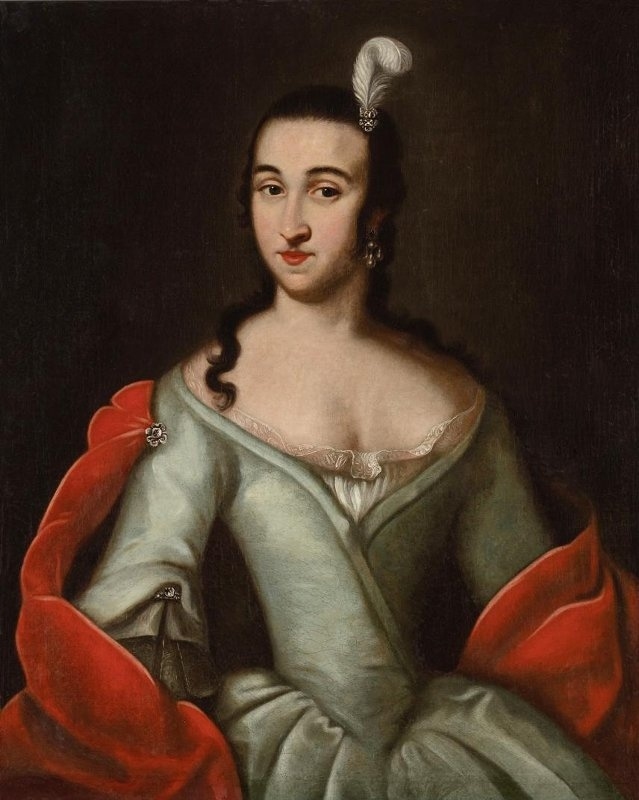
Портрет Марфы Васильевны, жены

В 1710 году русская армия заняла город Эльбинг — наиболее западную за всё время Северной войны точку продвижения России. Комендантом этого города Пётр направил Фёдора Балка. За мужем выехала и Балхша (как звали её, начиная с царя, все окружающие). В 1711 году царь направил к ним в Эльбинг и Екатерину Алексеевну.
«В. Р-в» (псевдоним автора статьи о Матрёне Балк в Русском Биографическом словаре) утверждает, что в Эльбинге «Балк быстро сумела расположить в свою пользу Екатерину, а чрез неё снискала внимание и милость Петра»). Это не вполне точно: впервые в «монаршей милости» Балхша оказалась ещё за 10—15 лет до Эльбинга, когда она не только «была известна Петру I и, если не стала его возлюбленной, то была пособницей в известных отношениях его к младшей сестре Анне». Другое дело, что в 1703 году Матрёна попала не просто в немилость, а на три года в тюрьму «за помощь сестре в её отношениях с Кенигсеном». Но так или иначе, в 1712 году Пётр в буквальном смысле слова ждёт пополнения в семействе Балков; он

даже спешил к её родам: «Отпиши нам, писал он Екатерине Алексеевне в 1712 г., к которому времени родит Матрёна, чтоб мог поспеть».— Русский биографический словарь
Пётр Балк начал службу в 1724 году пажом при императрице Екатерине Алексеевне; во время несчастия, последовавшего с его братом (в 1724 году), он тоже, — и причём невинно, пострадал: из пажей он был отправлен сержантом в дивизию генерал-поручика Матюшкина, находившуюся в то время в только что завоёванных от Персии провинциях.
После смерти Петра Великого Балк был возвращён и быстро двинулся по службе. Правительница Анна Леопольдовна произвела его в генерал-поручики (26 ноября 1740 года); во время её регентства — он занимал должность генерал-полицмейстера и носил звание генерал-адъютанта (в 1741 году). В царствование императрицы Елизаветы Петровны, Балк был камергером Её Императорского Величества, и пожалован орденом Св. Александра Невского (5 сентября 1751 года). Кроме того, он имел голштинский орден Св. Анны.
Жена - Марфа Васильевна Шереметева умерла позже мужа. В 1763 году Марья Павловна Нарышкина ур.Балк-Полева продала ей часть двора своей бабки и деда Балков Фёдора Николаевича и Матрёны Ивановны в Новой Басманной Слободе в приходе ц. Петра и Павла. (Московские актовые книги).